# Sweety (일본의 음악 그룹)
스위티(Sweety)는 일본의 음악 그룹이다.